# Oscaruddelingen 1943
Oscaruddelingen 1943 var den 15. oscaruddeling, hvor de bedste film fra 1942 blev hædret af Academy of Motion Picture Arts and Sciences. Uddelingen blev afholdt 4. marts på The Ambassador Hotel i Los Angeles, USA. Uddelingen er mest berømt for vinderen af bedste kvindelige hovedrolle, Greer Garsons takketale. Henes tale varede 6 minutter, og betragtes generelt for at være den længste takketale i uddelingens historie.
Det var også bemærkelsesværdigt, at Irving Berlin præsenterede prisen for bedste sang, og endte med selv at vinde med White Christmas.

## Priser
| Bedste Film | Bedste Instruktør |
| --- | --- |
| - Mrs. Miniver - 49. breddegrad - Af ild og støv - Familien Amberson - Manden med pilefløjterne - Når mænd er bedst - Tilfældets høst - Han kom om natten - Stillehavet brænder - Yankee Doodle Dandy | - William Wyler – Mrs. Miniver - Michael Curtiz – Yankee Doodle Dandy - John Farrow – Stillehavet brænder - Mervyn LeRoy – Tilfældets høst - Sam Wood – Af ild og støv |
| Bedste Mandlige Hovedrolle | Bedste Kvindelige Hovedrolle |
| - James Cagney – Yankee Doodle Dandy - Ronald Colman – Tilfældets høst - Gary Cooper – Når mænd er bedst - Walter Pidgeon – Mrs. Miniver - Monty Woolley – Manden med pilefløjterne | - Greer Garson – Mrs. Miniver - Bette Davis – Under nye stjerner - Katharine Hepburn – Årets kvinde - Rosalind Russell – Min søster Eileen - Teresa Wright – Når mænd er bedst |
| Bedste Mandlige Birolle | Bedste Kvindelige Birolle |
| - Van Heflin – Johnny Eager - William Bendix – Stillehavet brænder - Walter Huston – Yankee Doodle Dandy - Frank Morgan – Tortilla Flat - Henry Travers – Mrs. Miniver | - Teresa Wright – Mrs. Miniver - Gladys Cooper – Under nye stjerner - Agnes Moorehead – Familien Amberson - Susan Peters – Tilfældets høst - Dame May Whitty – Mrs. Miniver |
| Bedste Originale Manuskript | Bedste Filmatisering |
| - Årets kvinde – Michael Kanin og Ring Lardner, Jr. - Stillehavet brænder – W. R. Burnett og Frank Butler - PÅ eventyr i Marokko – Frank Butler og Don Hartman - The War Against Mrs. Hadley – George Oppenheimer - En af vore maskiner savnes – Michael Powell og Emeric Pressburger | - Mrs. Miniver – George Froeschel, James Hilton, Claudine West og Arthur Wimperis - 49. breddegrad – Rodney Ackland og Emeric Pressburger - Han kom om natten – Sidney Buchman og Irwin Shaw - Tilfældets høst – George Froeschel, Claudine West og Arthur Wimperis - Når mænd er bedst – Herman J. Mankiewicz og Jo Swerling |
| Bedste Historie | Bedste Dokumentar |
| - 49. breddegrad – Emeric Pressburger - Den glade kro – Irving Berlin - Yankee Doodle Dandy – Robert Buckner - Når mænd er bedst – Paul Gallico - Han kom om natten – Sidney Harmon | - The Battle of Midway - Kokoda Front Line! - Moscow Strikes Back - Prelude to War - Africa, Prelude to Victory - Combat Report - Conquer by the Clock - The Grain That Built a Hemisphere - Henry Browne, Farmer - High Over the Borders - High Stakes in the East - Inside Fighting China - It's Everybody's War - Listen to Britain - Little Belgium - Little Isles of Freedom - Mr. Blabbermouth! - Mr. Gardenia Jones - The New Spirit - The Price of Victory - A Ship Is Born - Twenty-One Miles - We Refuse to Die - White Eagle - Winning Your Wings |
| Bedste Kortfilm, One-Reel | Bedste Kortfil, Two-Reel |
| - Speaking of Animals and Their Families - Desert Wonderland - Marines in the Making - United States Marine Band | - Beyond the Line of Duty - Don't Talk - Private Smith of the U.S.A. |
| Bedste Animerede Kortfilm | |
| - Der Fuehrer's Face - All Out for V - Blitz Wolf - Juke Box Jamboree - Pigs in a Polka - Tulips Shall Grow | |
| Bedste Dramariske Musik | Bedste Musical Musik |
| - Under nye stjerner – Max Steiner - Bambi – Frank Churchill og Edward Plumb - De 1000 lasters hus – Richard Hageman - Når mænd er bedst – Leigh Harline - At være eller ikke være – Werner Heymann - Han kom om natten – Frederick Hollander og Morris Stoloff - Klondike Fury – Edward Kay - Den sorte svane – Alfred Newman - Junglebogen – Miklos Rozsa - Arabian Nights – Frank Skinner - Tilfældets høst – Herbert Stothart - The Gold Rush – Max Terr - De korsikanske brødre – Dimitri Tiomkin - I Married a Witch – Roy Webb - Kun fire vendte tilbage – Roy Webb - De flyvende tigre – Victor Young - Silver Queen – Victor Young - Hendes privatsekretær – Victor Young | - Yankee Doodle Dandy – Ray Heindorf og Heinz Roemheld - For Me and My Gal – Roger Edens and Georgie Stoll - Den glade kro – Robert Emmett Dolan - Sig det med orkideer – Leigh Harline - Min veninde Sally – Alfred Newman - Det begyndte med Eva – Charles Previn og Hans Salter - Johnny Doughboy – Walter Scharf - Flying With Music – Edward Ward |
| Bedste Sang | Bedste Lydoptagelse |
| - "White Christmas" fra Den glade kro – Musik og Tekst af Irving Berlin - "Always in My Heart" fra Always in My Heart – Musik af Ernesto Lecuona; Tekst af Kim Gannon - "Dearly Beloved" fra Sig det med orkideer – Musik af Jerome Kern; Tekst af Johnny Mercer - "How About You?" fra Vi på Broadway – Musik af Burton Lane; Tekst af Ralph Freed - "It Seems I Heard That Song Before" fra Youth on Parade – Musik af Jule Styne; Tekst af Sammy Cahn - "I've Got a Gal in Kalamazoo" fra På tourné med Glenn Miller – Musik af Harry Warren; Tekst af Mack Gordon - "Love Is a Song" fra Bambi – Musik af Frank Churchill; Tekst af Larry Morey - "Pennies for Peppino" fra Flying With Music – Musik af Edward Ward; Tekst af Chet Forrest og Bob Wright - "Pig Foot Pete" fra Det glade vanvid – Musik af Gene de Paul; Tekst af Don Raye - "There's a Breeze on Lake Louise" fra The Mayor of 44th Street – Musik af Harry Revel; Tekst af Mort Greene | - Yankee Doodle Dandy – Nathan Levinson, Warner Bros. Studio Sound Department - Sig det med orkideer – John Livadary, Columbia Studio Sound Department - Mrs. Miniver – Douglas Shearer, MGM Studio Sound Department - På eventyr i Marokko – Loren Ryder, Paramount Studio Sound Department - The Gold Rush – James L. Fields, RCA Sound - De flyvende tigre – Daniel Bloomberg, Republic Studio Sound Department - Baronessen går under jorden – Stephen Dunn, RKO Radio Studio Sound Department - Når mænd er bedst – Thomas T. Moulton, Samuel Goldwyn Studio Sound Department - Friendly Enemies – Jack Whitney, Sound Service, Inc. - Men dette fremfor alt – E. H. Hansen, Fox Studio Sound Department - Arabian Nights – Bernard B. Brown, Universal Studio Sound Department - Bambi – Sam Slyfield, Walt Disney Studio Sound Department                      |
| Bedste Scenografi, Sort og Hvid | Bedste Scenografi, Farver |
| - Dette fremfor alt – Richard Day, Joseph C. Wright og Thomas Little - Han kom om natten – Lionel Banks, Rudolph Sternad og Fay Babcock - Silver Queen – Art Direction: Ralph Berger; Set Decoration: Emile Kuri - Familien Amberson – Albert S. D'Agostino, Al Fields og Darrell Silvera - Hendes privatsekretær – Hans Dreier, Roland Anderson og Sam Comer - Når mænd er bedst – Perry Ferguson og Howard Bristol - Tilfældets høst – Cedric Gibbons, Randall Duell, Edwin B. Willis og Jack Moore - De 1000 lasters hus – John B. Goodman, Jack Otterson, Russell A. Gausman og Boris Leven - George Washington Slept Here – Max Parker, Mark-Lee Kirk og Casey Roberts - The Spoilers – Edward R. Robinson | - Min veninde Sally – Richard Day, Joseph C. Wright og Thomas Little - Reap the Wild Wind – Art Direction: Hans Dreier and Roland Anderson; Set Decoration: George Sawley - Arabian Nights – Alexander Golitzen, Jack Otterson, Russell A. Gausman og Ira S. Webb - Junglebogen – Vincent Korda og Julia Heron - Captains of the Clouds – Ted Smith og Casey Roberts |
| Bedste Fotografering, Sort og Hvide | Bedste Fotografering, Farver |
| - Mrs. Miniver – Joseph Ruttenberg - Strømkæntring – Charles G. Clarke - Familien Amberson – Stanley Cortez - Manden med pilefløjterne – Edward Cronjager - Af ild og støv – James Wong Howe - Når mænd er bedst – Rudolph Maté - Hendes privatsekretær – John Mescall - Dette fremfor alt – Arthur C. Miller - Ten Gentlemen From West Point – Leon Shamroy - Han kom om natten – Ted Tetzlaff | - Den sorte svane – Leon Shamroy - To the Shores of Tripoli – Edward Cronjager og William V. Skall - Junglebogen – W. Howard Greene - Arabian Nights – Milton Krasner, William V. Skall og W. Howard Greene - Orkanens høst – Victor Milner og William V. Skall - Captains of the Clouds – Sol Polito |
| Bedste Klipning | Bedste Visuelle Effekter |
| - Når mænd er bedst – Daniel Mandell - Yankee Doodle Dandy – George Amy - Mrs. Miniver – Harold F. Kress - Han kom om natten – Otto Meyer - Dette fremfor alt – Walter A. Thompson | - Orkanens høst – Fotografering: Farciot Edouart, Gordon Jennings og William L. Pereira; Lyd: Louis Mesenkop - Junglebogen – Fotografering: Lawrence Butler; Lyd: William H. Wilmarth, - The Pride of the Yankees – Fotografering: Jack Cosgrove og Ray Binger; Lyd: Thomas T. Moulton - Invisible Agent – Fotografering: John P. Fulton; Lyd: Bernard B. Brown - Mrs. Miniver – Fotografering: A. Arnold Gillespie og Warren Newcombe; Lyd: Douglas Shearer - Luftens musketerer – Fotografering: Byron Haskin; Lyd: Nathan Levinson - De flyvende tigre – Fotografering: Howard Lydecker; Lyd: Daniel J. Bloomberg - En af vore maskiner mangler – Fotografering: Ronald Neame; Lyd: C. C. Stevens - Den sorte svane – Fotografering: Fred Sersen; Lyd: Roger Heman og George Leverett - Flåden klarer sig – Fotografering: Vernon L. Walker; Lyd: James G. Stewart |

### Ærespriser
- Charles Boyer
- Noel Coward
- MGM

### Irving G. Thalbergs mindepris
- Sidney Franklin

## Ekstern henvisning
- Oscars Legacys hjemmeside